# Emily cresce
Emily cresce (Emily Climbs) è il secondo di una serie di tre romanzi scritti da Lucy Maud Montgomery. Fu pubblicato per la prima volta nel 1925. 
Mentre la battaglia legale con la casa editrice di Montgomery (L.C. Page) continuava, suo marito, Ewan MacDonald, continuava a soffrire di depressione clinica. Montgomery, stanca di scrivere la sua più nota serie di Anna dai capelli rossi, creò una nuova eroina, una giovane ragazza orfana di nome Emily Byrd Starr. Nello stesso periodo in cui scriveva, Montgomery stava anche trascrivendo il suo diario degli anni giovanili. Gli elementi autobiografici influenzarono fortemente la trilogia di Emily.

## Introduzione
La poesia To the Fringed Gentian  era il principio guida di ogni obiettivo e ambizione di Montgomery. Come Montgomery, Emily scala il simbolico "sentiero alpino" per diventare una scrittrice.
The Flash è un'esperienza straordinaria comune sia a Montgomery che a Emily, ma non condivisa con Anna Shirley.
Di seguito è riportato un passo del romanzo autobiografico indipendente.
(Lucy Maud Montgomery, Il sentiero alpino. La storia della mia carriera, 1917)
Di seguito è riportata la poesia estratta dal capitolo I di Emily della Luna Nuova.
(Lucy Maud Montgomery, Emily della Luna Nuova cap. I, 1923)

## Trama
Emily Byrd Starr desidera frequentare la Queen's Academy per diventare insegnante, ma i suoi parenti tradizionalisti alla New Moon rifiutano. Le viene offerta la possibilità di andare alla Shrewsbury High School con i suoi amici, ma deve vivere con la sua antipatica zia Ruth e non può scrivere storie. Dopo un iniziale rifiuto, Emily accetta, trovando che limitarsi a scrivere solo verità sia un utile esercizio per la sua carriera di scrittrice.
Emily affronta le difficoltà con la zia Ruth e il conflitto con la sua amica Ilse a causa della gelosa Evelyn Blake. Scopre che Evelyn ha plagiato una poesia, ma decide di affrontarla privatamente anziché rivelare la verità pubblicamente. La restrizione sulla scrittura la porta a sviluppare la sua capacità di narratrice, producendo "ritratti" e un diario.
Mentre esplora la sua vita romantica, Emily si avvicina a Teddy Kent, ma fraintendimenti complicano la situazione. Alla fine, le viene offerta la possibilità di trasferirsi a New York con la scrittrice Janet Royal, ma decide di restare a New Moon, determinata a costruire la sua carriera a modo suo.

## Edizione italiana
- Lucy Maud Montgomery, Emily cresce, traduzione di Angela Ricci, Gallucci, 2022